# Rada vlády pro informační společnost
Rada vlády pro informační společnost (RVIS) je stálý řídící, poradní, iniciační a koordinační orgán vlády České republiky pro oblasti rozvoje digitálních služeb ve veřejné správě a pro oblast e-Governmentu, který se věnuje programu Digitální Česko, řídí realizaci Informační koncepce ČR, věnuje se využití informačních a komunikačních technologií včetně umělé inteligence, automatizace a robotizace ve veřejné správě, oblasti informační společnosti a dalším oblastem digitální agendy. Vznikla usnesením vlády (pod vedením Mirka Topolánka, v níž ministrem informatiky byl Ivan Langer) č. 293 ze dne 28. 3. 2007. Usnesením vlády České republiky č. 673 ze dne 17. srpna 2022 přešla i se svou agendou k 27. srpnu 2022 z gesce ministerstva vnitra na Úřad vlády. S účinností od 1. dubna 2023 byly její zřízení, postavení a činnost upraveny novelou 471/2022 Sb. zákona o právu na digitální služby z 23. prosince 2022, a to vložením nového § 3a do zákona č. 365/2000 Sb., o informačních systémech veřejné správy. Radu podle zákona zřizuje vláda a v jejím čele stojí člen vlády. 

## Statut a jednací řád
Statut rady vydává a mění vláda. Statut byl upravován usneseními vlády ze dne 24. listopadu 2014 č. 961, ze dne 14. ledna 2015 č. 21, ze dne 2. listopadu 2015 č. 889, ze dne 14. února 2018 č. 110, ze dne 3. října 2018 č. 629, ze dne 9. prosince 2019 č. 884 a ze dne 19. ledna 2022 č. 34. Nový statut rady byl na základě usnesení vlády č. 673 ze 17. srpna 2022 vydán s účinností od 1. září 2022. Statut podrobně upravuje působnost rady, členství, funkce, orgány atd.
Jednací řád Rady a jeho změny a doplňky schvaluje předseda rady na návrh předsednictva rady. Hlasování v zastoupení i hlasování per rollam je podle statutu přípustné. Rada i předsednictvo hlasují prostou většinou, pokud jednací řád nevyžaduje kvalifikovanou většinu. Výbory a pracovní skupiny jednají zpravidla neformálně a rozhodují konsensuálně, v případě potřeby se na rozhodování přiměřeně použijí ustanovení jednacího řádu rady.

## Složení
Podle statutu účinného od 1. září 2022 se rada skládá z předsedy, 8 místopředsedů a z dalších členů. Funkce předsedy a místopředsedy vyplývají z politických nebo služebních funkcí. Předsedou rady je podle statutu místopředseda vlády pro digitalizaci.
Místopředsedy rady jsou:
- náměstek ministra vnitra
- náměstek ministra průmyslu a obchodu
- náměstek ministra pro místní rozvoj
- náměstek ředitele Národního úřadu pro kybernetickou a informační bezpečnost
- zástupce Úřadu vlády na úrovni náměstka
- zástupce Úřadu vlády odpovědný za evropskou digitální agendu
- zástupce sektoru průmyslu určený předsedou z řad zástupců Hospodářské komory České republiky, Svazu průmyslu a dopravy České republiky a řad odborových organizací zastoupených zároveň v Radě hospodářské a sociální dohody
- zástupce akademické sféry a občanské společnosti určený předsedou z řad členů rady

Dalšími členy rady jsou:
- náměstci ministerstev, jimž nepřísluší místo místopředsedy,
- zástupce Českého statistického úřadu, Českého úřadu zeměměřického a katastrálního, Úřadu pro ochranu hospodářské soutěže, Správy státních hmotných rezerv, Národního bezpečnostního úřadu, Českého telekomunikačního úřadu, Úřadu pro ochranu osobních údajů, na úrovni ředitele sekce nebo místopředsedy
- ředitel odboru Hlavního architekta eGovernmentu Ministerstva vnitra,
- ředitel Správy základních registrů,
- předsedové výborů rady,
- zástupce Asociace krajů České republiky, Svazu měst a obcí České republiky a Sdružení místních samospráv České republiky,
- zástupce Bezpečnostní informační služby, Úřadu pro zahraniční styky a informace a Vojenského zpravodajství,
- zástupce Hospodářské komory České republiky a Svazu průmyslu a dopravy České republiky,
- zástupce z řad odborových organizací zastoupených zároveň v Radě hospodářské a sociální dohody,
- zástupci akademické sféry a občanské společnosti.

Členství v radě vzniká v některých případech automaticky jmenováním do příslušné funkce, vznikem funkce nebo jmenováním na služební místo, v jiných případech jmenováním předsedou rady nebo pověřením institucemi, které v radě zastupují, obdobně členství i zaniká, též může být ukončeno odstoupením.
Počet členů rady není statutem určen ani omezen. 
Předseda, místopředseda i členové rady si mohou pro trvalé zastupování v radě písemně určit svého zástupce, který pak má v radě a jejích orgánech i právo hlasovat. V případě členů Rady, kteří zastupují ministerstvo nebo ústřední správní úřad z pozice náměstka, místopředsedy nebo ředitele sekce, musí zástupce zastávat alespoň funkci ředitele odboru. V případě jednorázového zastoupení v případě omluvené nepřítomnosti má zástupce právo hlasovat pouze za podmínky, že je to ve sdělení o zastoupení výslovně uvedeno.
Rada může přizvat, po předchozím projednání s příslušným resortem, ke spolupráci státní zaměstnance a další osoby, které nejsou členy Rady, případně externí odborníky, pro něž statut používá souhrnnou legislativní zkratku „expert“. Ti se mohou účastnit jednání rady či předsednictva ad hoc jako hosté k určité problematice nebo jako členové výborů a pracovních skupin.

## Orgány rady
Předseda s místopředsedy tvoří předsednictvo rady. Předsednictvo mimo jiné řídí činnost rady mezi zasedáními rady, připravuje návrhy a vyjadřuje se k návrhům.
Rada zřizuje 4 výbory, přičemž 3 z nich dle struktury programu Digitální Česko, těmito výbory jsou:
a) Výbor pro Česko v digitální Evropě,
b) Výbor pro Informační koncepci České republiky,
c) Výbor pro Digitální ekonomiku a společnost,
d) Výbor pro horizontální spolupráci
Podle potřeby může rada zřizovat další výbory a dvoustupňový systém řízení složený z výborů a jim podřízených pracovních skupin. K práci ve výboru a pracovní skupině mohou být přizváni i externí spolupracovníci.
Činnost Rady zabezpečuje sekretariát, kterým je určená organizační součást Úřadu vlády. Za plnění úkolů sekretariátu odpovídá a jeho činnost řídí tajemník rady, kterým je
zaměstnanec či státní zaměstnanec zařazený v Úřadu vlády. Sekretariát může na základě rozhodnutí předsedy Rady využívat služeb jiných institucí..

## Finanční a provozní zajištění
Náklady na činnost rady a jejích orgánů a případně na odměny přizvaným expertům jsou hrazeny z rozpočtu Úřadu vlády, za členství v Radě nenáleží finanční odměna. Zasedání a jednání se konají zpravidla v zařízeních Úřadu vlády. Zasedání a jednání výborů a pracovních skupin se konají zpravidla v zařízeních resortu nebo instituce, jejíž zástupce předsedá příslušnému výboru nebo pracovní skupině.

## Činnost rady
Pověření, poslání a úkoly rady podrobně stanoví její statut.
Činnost rady je s účinností od 1. dubna 2023 nově upravena navíc i v § 3a zákona č. 365/2000 Sb., o informačních systémech veřejné správy. Podle tohoto zákona rada: 
- zpracovává návrhy strategických dokumentů v oblasti informačních systémů veřejné správy, a to i z hlediska bezpečnosti těchto systémů, a předkládá tyto dokumenty vládě, sleduje a analyzuje informační potřeby veřejné správy a stav informačních systémů veřejné správy,
- připravuje nebo koordinuje přípravu záměrů pro vytváření nebo rozvoj informačních systémů veřejné správy spravovaných státními orgány nebo státními právnickými osobami anebo informačních systémů veřejné správy spravovaných orgány územních samosprávných celků, které slouží k výkonu přenesené působnosti, vyvolané společnou potřebou více správců informačních systémů veřejné správy nebo potřebou spolupráce a koordinace na mezinárodní úrovni,
- předkládá vládě k rozhodnutí programy obsahující pořízení nebo architektonické změny určených informačních systémů, investiční záměry akcí pořízení nebo architektonických změn určených informačních systémů a projekty určených informačních systémů nebo jejich architektonických změn v případě nesouhlasného vyjádření Digitální a informační agentury, nesouhlasí-li orgán veřejné správy s tímto vyjádřením.

Podle novelizovaného § 5a zákona o informačních systémech veřejné správy tato rada vytváří a předkládá vládě ke schválení informační koncepci České republiky. Informační koncepce České republiky stanoví cíle České republiky v oblasti informačních systémů veřejné správy a obecné principy pořizování, technického zhodnocení, vytváření, správy, provozování, užívání a rozvoje informačních systémů veřejné správy v České republice na období 5 let.
Statut rady speciálně upravuje spolupráci rady s Radou vlády pro veřejnou správu a konstatuje, že pro koordinaci obou rad je zřízen
Společný řídící výbor pro eGovernment a služby informační společnosti ve veřejné správě (ve zkratce „Společný řídící výbor“). Předsedou tohoto výboru je zástupce ministerstva vnitra, předsedu i členy společného výboru musí schválit obě rady.

## Působnost člena vlády stojícího v čele rady
S účinností od 1. dubna 2023 zákony svěřují některé pravomoci členovi vlády stojícímu v čele Rady vlády pro informační společnost (jímž je podle v té době platného statutu rady místopředseda vlády pro digitalizaci). 
Tento člen vlády navrhuje vládě ke jmenování ředitele Digitální a informační agentury. Podle přechodných ustanovení novely zákona o právu na digitální služby předkládá vládě návrh první systemizace služebních míst a první systemizace pracovních míst Digitální a informační agentury, a není-li dosud jmenován ředitel agentury, zmíněný člen vlády vybírá uchazeče o služební a pracovní místa v agentuře. Předkládá ministerstvu vnitra návrh první organizační struktury Digitální a informační agentury. Není-li člena vlády stojícího v čela rady, vykonává tyto působnosti člen vlády určený vládou.
Dále tento člen vlády jmenuje a odvolává ředitele Státní správy služeb vytvářejících důvěru, k níž zřizovatelskou funkci vykonává Digitální a informační agentura, a po dohodě s ministrem vnitra schvaluje statut této správy.